# Meilhan-sur-Garonne
Meilhan-sur-Garonne is een gemeente in het Franse departement Lot-et-Garonne (regio Nouvelle-Aquitaine). De plaats maakt deel uit van het arrondissement Marmande. Meilhan-sur-Garonne telde op 1 januari 2022 1.330 inwoners.

## Geografie
De oppervlakte van Meilhan-sur-Garonne bedroeg op 1 januari 2022 28,62 vierkante kilometer; de bevolkingsdichtheid was toen 46,5 inwoners per km².

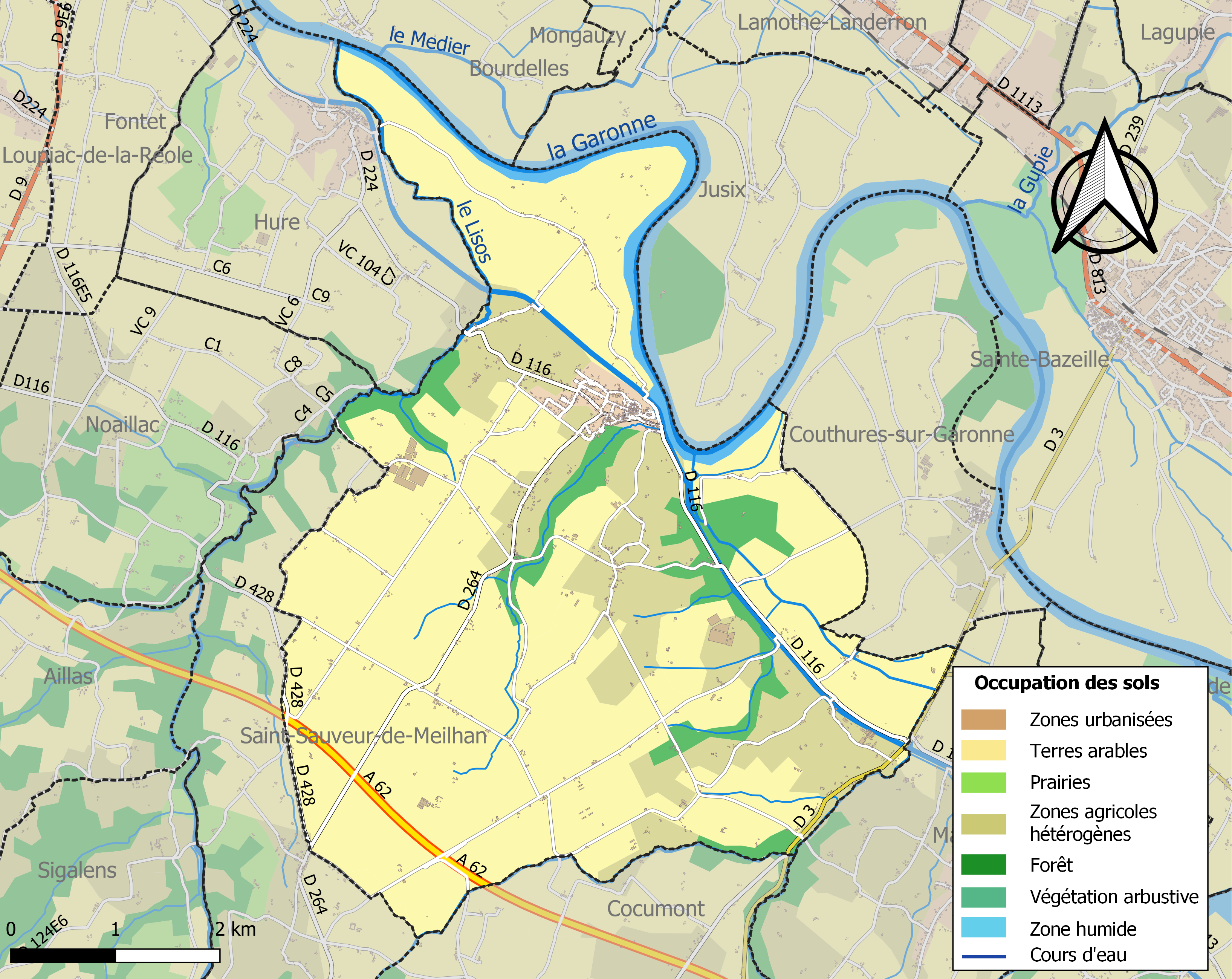
Kaart van de gemeente met de belangrijkste infrastructuur, bodemgebruik en omliggende gemeenten

## Demografie
Onderstaande figuur toont het verloop van het inwonertal (bron: INSEE-tellingen).